# Evika Siliņa
Evika Siliņa   (Riga, 3 d'agost de 1975) és una política letona que exerceix com a primera ministra de Letònia des de 2023. Abans, entre 2022 i 2023, va ser la ministra de Benestar del país.
El 2023 va ser seleccionada pel seu partit polític Nova Unitat com a candidata a primera ministra de Letònia després de la renúncia del segon gabinet d'Arturs Krišjānis Kariņš.

## Trajectòria política
Siliņa va estudiar dret a la Universitat de Letònia de 1993 a 1997, on va obtenir una llicenciatura en dret i es va qualificar com a jurista i a l'Escola de Graduats en Dret de Riga va obtenir un màster en Ciències Socials, Dret Internacional i Dret Europeu. El seu idioma natiu és el letó. També parla anglès i rus amb fluïdesa.
Entre 2003 i 2012, Siliņa va treballar com a advocada jurada de pràctica individual especialitzada en dret comercial internacional i nacional. En aquest període va treballar amb els serveis legals d'empreses públiques de comunicació electrònica, així com amb la constitució i consultoria d'organitzacions no governamentals. Evika Siliņa va exercir com a secretària parlamentària en el Ministeri de l'Interior des de gener de 2013 fins al 23 de gener de 2019.
Després de l'aprovació del Gabinet de Ministres encapçalat pel Primer Ministre Krišjānis Kariņš, el 23 de gener de 2019 va assumir el càrrec de secretària parlamentària del Primer Ministre.
Siliņa es va postular com a candidata en les eleccions parlamentàries de Letònia de 2022 pel partit Nova Unitat i va ser escollida per al 14è Saeima.
Al desembre de 2022, Siliņa va ser nomenada Ministra de Benestar Social en el Govern de Krišjānis Kariņš.
El 16 d'agost de 2023, després de la renúncia de Krišjānis Kariņš, Nova Unitat va nominar a Siliņa com a candidata per al lloc de primera ministra, canviant els socis de govern. Sent confirmada en el càrrec ella i el seu gabinet el 15 de setembre de 2023.